# Tournefeuille
Tournefeuille är en kommun i departementet Haute-Garonne i regionen Occitanien i södra Frankrike. Kommunen ligger i kantonen Tournefeuille som tillhör arrondissementet Toulouse. År 2022 hade Tournefeuille 29 724 invånare. Tournefeuille är en förort till Toulouse belägen väster om denna stads centrum.

## Befolkningsutveckling
Antalet invånare i kommunen Tournefeuille
Referens:INSEE